# سوسن أسود
السوسن الأسود أو السوسنة السوداء (باللاتينية: Iris nigricans) هو أحد أنواع السوسن من الفصيلة السوسنية.

## الموئل والانتشار
ينتشر في جنوب بلاد الشام. يعتبر السوسن الأسود الزهرة الوطنية للأردن وكان في اتخاذها رمزاً وطنياً في الأردن للتدليل على مكانة الحياة البرية والتنوع الحيوي الذي يمتاز به الأردن، وتوجد في مواقع عديدة في الأردن منها زوبيا وجبال عجلون وفي جنوب الأردن تحديدا منطقة جبال الشراة -الطفيلة والبتراء ووادي موسى 

## طبيعتها
تعتبر هذه الزهرة نادرة نظراً لقصر عمرها الموسمي. فهي تتبع وفرة مياه الأمطار والتي تعتبر بذاتها قليلة الوفرة في الأردن. بعد الموسم المطري الشتوي، تبدأ أزهار السوسن البري بالظهور في الربيع. ومع أنها تتطلب ظروفاً معينة للنمو والإزهار، تنمو السوسنة السوداء أحياناً في أماكن غير متوقعة، كأطراف البادية الأردنية أو بالقرب من مصادر المياه.

## الوصف النباتي
لون الزهرة أسود. هي نبتة صغيرة من أندر زهور الأرض وهي تشاهد بكثرة في الأردن وتزهر في شهري شباط وآذار وأطلق عليها هذا الاسم بسبب لونها القريب من الأسود البنفسجي الذي تتخذه في بداية نموها. تعيش في مناطق كثيرة بالأردن مثل المناطق الصحراوية والبحر الميت والأغوار الشمالية وصحراء النقب وجبال عجلون ومحمية اليرموك والبادية الأردنية ومنطقة الكورة.